# نادي سانت غالن
نادي سانت غالن تم تأسيسه في 19 نيسان 1879، وهو أقدم نادي كرة قدم موجود في سويسرا وقارة أوروبا .ومع ذلك، فلم يحقق الفريق الا القليل من النجاح بالمقارنة مع الأندية الأخرى. وقد فاز الفريق بالبطولة السويسرية مرتين في مواسم 1903-1904 و1999-2000، وكان ترتيب الفريق في أغلب المواسم في منتصف الجدول. هبط سانت جالين إلى الدرجة الثانية مرتين في مواسم 2007-2008 و 2010-2011. وشهد الفريق في الآونة الأخيرة تصاعدا ملحوظا في الأداء خلال السنوات الأخيرة وعزز مكانته كواحد من أفضل الأندية في سويسرا.

## تشكيلة الفريق

### التشكيلة الحالية

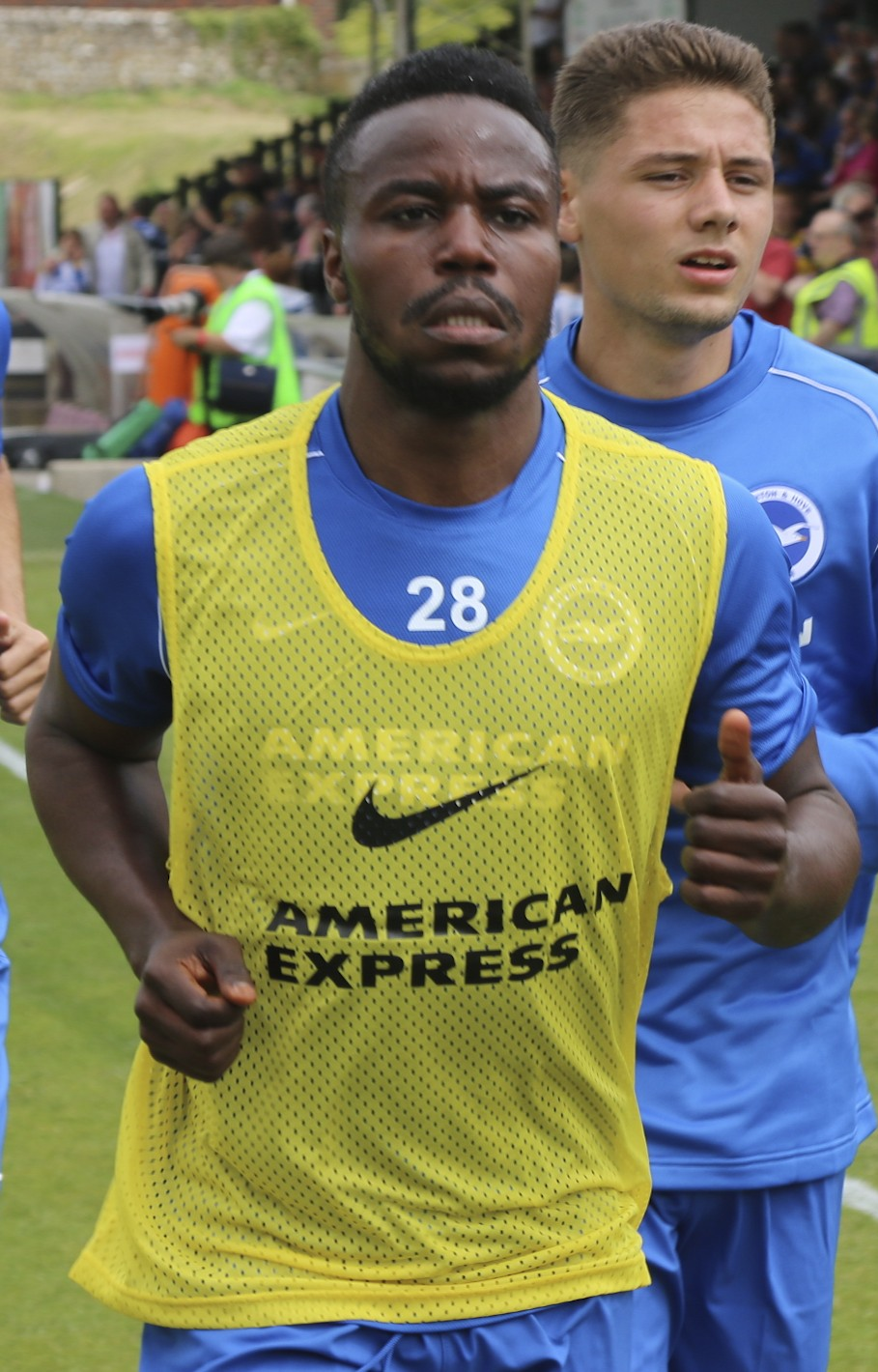
نزوزي توكو قائد الفريق

آخر تحديث في 27 يوليو 2016.
ملاحظة: تشير الأعلام إلى المنتخب الوطني على النحو المحدد في قواعد الأهلية للفيفا. قد يحمل اللاعبون أكثر من جنسية واحدة غير تابعة للفيفا.
| الرقم | البلد     | المركز | اللاعب                       |
| ----- | --------- | ------ | ---------------------------- |
| 1     | سويسرا    | حارس   | دانييل لوبار                 |
| 3     | ألمانيا   | مدافع  | كوفي شولتز                   |
| 4     | سويسرا    | مدافع  | مارتن أنغا                   |
| 6     | سويسرا    | وسط    | آلان فيس                     |
| 7     | تونس      | مهاجم  | سيف الدين الشابي             |
| 8     | سويسرا    | وسط    | شتيفن لانغ                   |
| 9     | الجزائر   | مهاجم  | يانيس طافر                   |
| 10    | كوسوفو    | مهاجم  | ألبيرت بونياكو               |
| 11    | سويسرا    | مهاجم  | رومان بويس                   |
| 13    | ألمانيا   | وسط    | لوكاس كويتو                  |
| 14    | سويسرا    | مدافع  | روي غيلمي                    |
| 15    | تونس      | وسط    | محمد جويدة (معار من هامبورغ) |
| 18    | سويسرا    | حارس   | مارسيل هيرتسوغ               |
| 19    | لوكسمبورغ | مدافع  | ماريو موتش                   |
| 22    | سويسرا    | وسط    | ماركو أراتوري                |

| الرقم | البلد                       | المركز | اللاعب                                 |
| ----- | --------------------------- | ------ | -------------------------------------- |
| 23    | صربيا                       | مهاجم  | دانييل أليكسيتش                        |
| 28    | جمهورية الكونغو الديمقراطية | وسط    | نزوزي توكو                             |
| 29    | فرنسا                       | مدافع  | فلوران حنين                            |
| 32    | النمسا                      | وسط    | ماريو لايتجيب                          |
| 36    | سويسرا                      | مدافع  | سيلفان هيفتي                           |
| 41    | سويسرا                      | حارس   | باسكال ألبرخت                          |
| 80    | ألمانيا                     | وسط    | جيانلوكا جاودينو (معار من بايرن ميونخ) |

### اللاعبون المعارون
ملاحظة: تشير الأعلام إلى المنتخب الوطني على النحو المحدد في قواعد الأهلية للفيفا. قد يحمل اللاعبون أكثر من جنسية واحدة غير تابعة للفيفا.
| الرقم | البلد  | المركز | اللاعب                     |
| ----- | ------ | ------ | -------------------------- |
|       | سويسرا | وسط    | مايكل شيرر (إلى نادي برول) |

تنتهي الإعارة في 30 يونيو 2017.

## وصلات خارجية
- الموقع الرسمي (بالألمانية)